# 圣保罗礼拜堂 (哥伦比亚大学)
圣保罗礼拜堂（St. Paul's Chapel）位于美国纽约市曼哈顿的哥伦比亚大学晨边高地校园内，是一座美国圣公会教堂，建于 1903-1907 年，由豪威尔斯和斯托克斯建筑师事务所（Howells & Stokes）的艾萨克·牛顿·菲尔普斯·斯托克斯（Isaac Newton Phelps Stokes）设计。外观为意大利北部新文艺复兴建筑风格，而内部为拜占庭风格。
圣保罗礼拜堂虽然是哥伦比亚大学总体规划的一部分，但却是校园内第一座非麦金米德与怀特建筑师事务所设计的建筑。礼拜堂是慈善家安森·菲尔普斯·斯托克斯（Anson Phelps Stokes）的姐妹，奥利维亚·埃格斯顿·菲尔普斯·斯托克斯（Olivia Egleston Phelps Stokes）和卡罗琳·菲尔普斯·斯托克斯（Caroline Phelps Stokes）捐赠的礼物，以纪念她们的父母。她们捐赠时要求她们的侄子艾萨克·牛顿·菲尔普斯·斯托克斯，即《曼哈顿岛肖像》的作者，来设计这座建筑。

## 建筑
礼拜堂的红砖外墙饰用石灰石、陶瓦和青铜装饰，与校园内最初的麦金米德与怀特建筑师事务所建筑物相得益彰。该建筑的圆顶高出地面 91英尺（28），可能是美国教堂中第一个自立式圆顶圆顶周围的24 扇窗户上写着与大学有关的纽约著名家族的名字，例如菲利普·范科尔特兰特（Philip Van Cortlandt）、德威特·克林顿和威廉·C·莱茵兰德（William C. Rhinelander）。教堂正立面的柱頂是 PRO ECCLESIA DEI, 意思是“为了上帝的聚会”。前面的熟铁大门来自于 1875 年关闭的荷兰归正会北堂（North Reformed Dutch Church）。
礼拜堂的拜占庭式内饰采用瓜斯塔维诺瓷砖，在几乎每个曲面上都装饰以错综复杂的图案。半圆形后殿的三扇花窗玻璃窗由约翰·拉·法尔热设计。礼拜堂里有一个中島勝寿的“和平祭坛”，这是一张木桌，其自然边缘具有他标志性风格。
在《纽约目击者指南》中，圣保罗堂被称为“哥伦比亚最壮观的建筑”，《AIA纽约市指南》也称之为“哥伦比亚所有建筑中最好的建筑”1966 年 9 月 20 日公布为纽约市地标。
礼拜堂拥有“铿锵有力”的音响效果，使其成为举办长期音乐会系列“圣保罗音乐”的绝佳场所，其 Aeolian-Skinner 管风琴以其优美的音色而闻名。

## 用途
在一周内，许多宗教团体都在教堂举行聚会。每年这里为各种信仰举办超过 600 场宗教仪式。一些非宗教学生团体也使用该教堂。其中最著名的是学生杂志“蓝与白”（The Blue and White）和Postcrypt 咖啡馆，这是一个每周提供现场音乐的民间音乐场所，被称为“城市中最令人难忘（不是闹鬼）的表演空间。”礼拜堂的地下室设有 Postcrypt 画廊。该大学的毕业典礼也使用圣保罗堂举行，来纪念毕业生的成就。礼拜堂也很适合举办婚礼。
巴纳德哥伦比亚古代戏剧社过去也曾使用礼拜堂来展示古希腊语或拉丁语的戏剧。

## 在流行文化中
- 1969 年，西蒙和加芬克尔的歌曲《拳击手》（The Boxer）的某些部分在教堂中录制.[6]。
- 1970年，朱迪·柯林斯在此录制奇異恩典，很大程度上依赖于它的原声混响效果[7]。